# Old Langho
Old Langho är en by i Lancashire i England. Byn är belägen 34,6 km 
från Lancaster. Orten har 1 378 invånare (2016).